# Dao động phương Nam

Chỉ số dao động phương Nam chuỗi thời gian 1876–2023.

El Niño–Dao động phương Nam (ENSO) là sự biến đổi có tính chu kỳ không đều của gió và nhiệt độ bề mặt biển trên Đông Thái Bình Dương nhiệt đới, ảnh hưởng đến khí hậu hầu khắp các miền nhiệt đới và cận nhiệt đới. Giai đoạn nhiệt độ nước biển ấm hay pha nóng được gọi là El Niño còn pha lạnh gọi là La Niña. Dao động phương Nam là thành phần khí quyển đi kèm gắn liền với sự thay đổi nhiệt độ nước biển: El Niño có đặc điểm khí áp bề mặt cao ở Tây Thái Bình Dương nhiệt đới còn La Niña thì ngược lại với khí áp bề mặt thấp. Mỗi giai đoạn kéo dài vài tháng và thường xảy ra vài năm một lần với cường độ biến đổi.
Hai pha ENSO liên quan đến hoàn lưu Walker do Gilbert Walker phát hiện vào đầu thế kỷ 20. Hoàn lưu Walker được sinh ra bởi lực gradien khí áp có nguồn gốc từ một vùng khí áp cao trên Đông Thái Bình Dương và một hệ thống áp thấp trên Indonesia. Hoàn lưu Walker suy yếu hoặc đảo lộn (bao gồm gió mậu dịch) sẽ khiến nước biển lạnh sâu bớt hoặc không trồi lên bề mặt, do đó tạo ra El Niño với việc làm cho bề mặt đại dương đạt mức nhiệt cao hơn trung bình. Ngược lại, hoàn lưu Walker đặc biệt mạnh sẽ gây La Niña dẫn đến nhiệt độ đại dương thấp hơn do nước trồi gia tăng.
Con người vẫn đang nghiên cứu các cơ chế tạo ra dao động. Những hình thái tối cực của dao động gây thời tiết cực đoan (như lũ lụt và hạn hán) ở nhiều vùng trên thế giới. Các nước đang phát triển phụ thuộc vào nông nghiệp và ngư nghiệp, nhất là các nước tiếp giáp Thái Bình Dương, bị ảnh hưởng nặng nề nhất.

## Tổng quan
El Niño–Dao động phương Nam là hiện tượng khí hậu đơn lẻ biến động định kỳ giữa ba pha: trung tính, La Niña, hoặc El Niño. La Niña và El Niño là hai pha đối lập đòi hỏi những thay đổi nhất định diễn ra ở cả đại dương và khí quyển trước khi một sự kiện được tuyên bố.
Thông thường, hải lưu Humboldt chảy lên phía bắc mang nước tương đối lạnh từ Nam Đại Dương đi dọc bờ biển phía tây Nam Mỹ đến miền nhiệt đới, nơi nó được tăng cường bởi nước trồi diễn ra dọc bờ biển Peru. Gió mậu dịch dọc xích đạo tạo ra những hải lưu đại dương ở miền đông Thái Bình Dương kéo nước từ đại dương sâu hơn lên bề mặt, do đó làm mát bề mặt đại dương. Dưới ảnh hưởng của gió mậu dịch xích đạo, những dòng nước lạnh này chảy về tây men theo xích đạo và dần dần được Mặt trời gia nhiệt. Hệ quả trực tiếp là nhiệt độ bề mặt biển ở Tây Thái Bình Dương nhìn chung ấm hơn, khoảng 8–10 °C (14–18 °F) so với Đông Thái Bình Dương. Vùng đại dương ấm là nguồn sinh đối lưu và liên hệ với mây hoặc mưa. Trong những năm El Niño nước lạnh suy yếu hoặc biến mất hoàn toàn khi nước ở Trung và Đông Thái Bình Dương trở nên ấm bằng Tây Thái Bình Dương.

## Hoàn lưu Walker

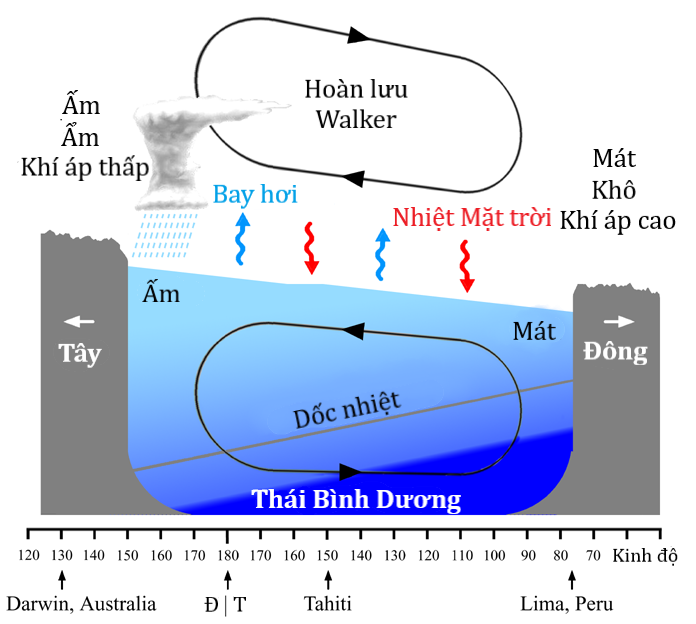
Giản đồ pha cận cân bằng và La Niña của dao động phương Nam. Hoàn lưu Walker thấy tại bề mặt là gió đông mậu dịch vận chuyển nước và không khí được Mặt trời làm ấm về phía tây. Miền tây Thái Bình Dương xích đạo có đặc điểm thời tiết ấm, ẩm, khí áp thấp khi hơi ẩm thu thập được trút xuống dưới dạng bão và dông. Hệ quả của vận động này là đại dương ở Tây Thái Bình Dương cao hơn khoảng 60 cm. Tiếp theo nước và không khí quay về phía đông, cả hai giờ lạnh hơn nhiều và không khí thì khô hơn hẳn. Một đợt El Niño có đặc điểm là sự phá vỡ chu kỳ không khí và nước này, dẫn đến nước biển ấm và không khí ẩm ở miền đông Thái Bình Dương.

Hoàn lưu Walker do lực gradien khí áp gây ra bắt nguồn từ một hệ thống áp cao trên Đông Thái Bình Dương và một hệ thống áp thấp trên Indonesia. Hoàn lưu Walker tại các bồn địa Ấn Độ Dương, Thái Bình Dương, Đại Tây Dương nhiệt đới tạo ra gió tây bề mặt vào mùa hè phương bắc ở bồn địa đầu tiên và gió đông ở bồn địa thứ hai và ba. Hệ quả là kết cấu nhiệt độ của ba đại dương thể hiện phi đối xứng sâu sắc. Miền đông Thái Bình Dương và Đại Tây Dương xích đạo có nhiệt độ bề mặt mát mẻ vào mùa hè phương bắc, trong khi ở Ấn Độ Dương phần mát hơn là phía tây.
Thay đổi trong hoàn lưu Walker theo thời gian xảy ra trùng khớp với thay đổi trong nhiệt độ bề mặt biển. Một vài trong đó có tính bên ngoài bắt buộc như Mặt trời dịch lên Bắc Bán cầu vào mùa hè. Những thay đổi khác dường như là kết quả của hồi tiếp khí quyển-đại dương đi đôi mà ở đó một ví dụ là gió đông làm giảm nhiệt độ bề mặt ở phía đông, làm tăng tương phản nhiệt giữa các đới do đó làm tăng cường độ gió đông trên khắp khu vực. Gió đông dị thường này khiến nước trồi nhiều hơn ở xích đạo và nâng cao dị biệt nhiệt ở phía đông, khuếch đại sự lạnh đi ban đầu do gió nam. Từ góc nhìn hải dương học, lưỡi lạnh xích đạo do gió đông gây nên. Nếu khí hậu Trái Đất đối xứng qua xích đạo thì gió vượt xích đạo không tồn tại, lưỡi lạnh sẽ yếu hơn nhiều và có kết cấu đới rất khác so với quan sát ngày nay.
Trong trạng thái không El Niño, hoàn lưu Walker quan sát tại bề mặt là gió đông mậu dịch vận chuyển nước và không khí được Mặt trời làm ấm về phía tây. Điều này còn tạo ra nước trồi đại dương ngoài khơi Peru và Ecuador, mang nước lạnh giàu dinh dưỡng lên bề mặt làm tăng trữ lượng đánh bắt. Phần phía tây Thái Bình Dương xích đạo có đặc điểm thời tiết ấm, ẩm, khí áp thấp khi hơi ẩm thu thập được trút xuống dưới dạng bão và dông. Sự vận động này khiến đại dương ở Tây Thái Bình Dương cao hơn khoảng 60 cm (24 in).

## Dao động nhiệt độ bề mặt biển

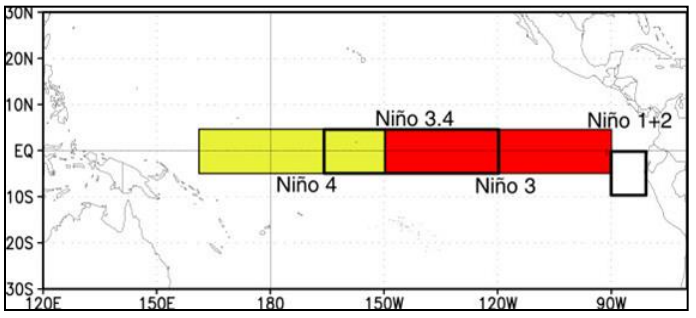
Các "vùng Niño" nơi nhiệt độ bề mặt biển được theo dõi để xác định pha ENSO hiện tại

Cục quản lý Khí quyển và Đại dương Quốc gia Hoa Kỳ theo dõi nhiệt độ bề mặt biển ở vùng Niño 3.4 trải dài từ kinh tuyến 120 đến 170 độ tây và từ vĩ tuyến 5 độ bắc đến 5 độ nam, cách Hawaii xấp xỉ 3.000 km (1.900 dặm) về phía đông nam. Giá trị trung bình ba tháng gần nhất được tính toán và nếu nó cao hoặc thấp hơn bình thường 0,5 °C (0,9 °F) trở lên thì El Niño hoặc La Niña được xem là đang diễn tiến. Cơ quan Khí tượng Vương quốc Anh cũng áp dụng giai đoạn vài tháng để xác định tình trạng ENSO. Khi sự ấm lên hay lạnh đi này xảy ra trong chỉ bảy đến chín tháng thì nó được xếp loại là "trạng thái" El Niño/La Niña còn với thời gian dài hơn thì là "đợt" El Niño/La Niña.

### Pha trung tính
Nếu mức nhiệt thay đổi thấp hơn 0,5 °C (0,9 °F) thì trạng thái ENSO được mô tả là trung tính. Trạng thái trung tính là sự chuyển giao giữa hai pha nóng và lạnh của ENSO. Nhiệt độ đại dương, giáng thủy nhiệt đới và các mô hình gió ở gần trạng thái trung bình. Gần một nửa số năm là rơi vào pha trung tính. Các mô hình hay dị thường khí hậu khác như dấu hiệu của dao động Đại Tây Dương hoặc kết nối xa Thái Bình Dương–Bắc Mỹ chiếm tầm ảnh hưởng hơn trong pha này. Tương tự, các mô hình khí quyển bị khống chế nhiều hơn bởi những yếu tố khí hậu khác.

### Pha nóng

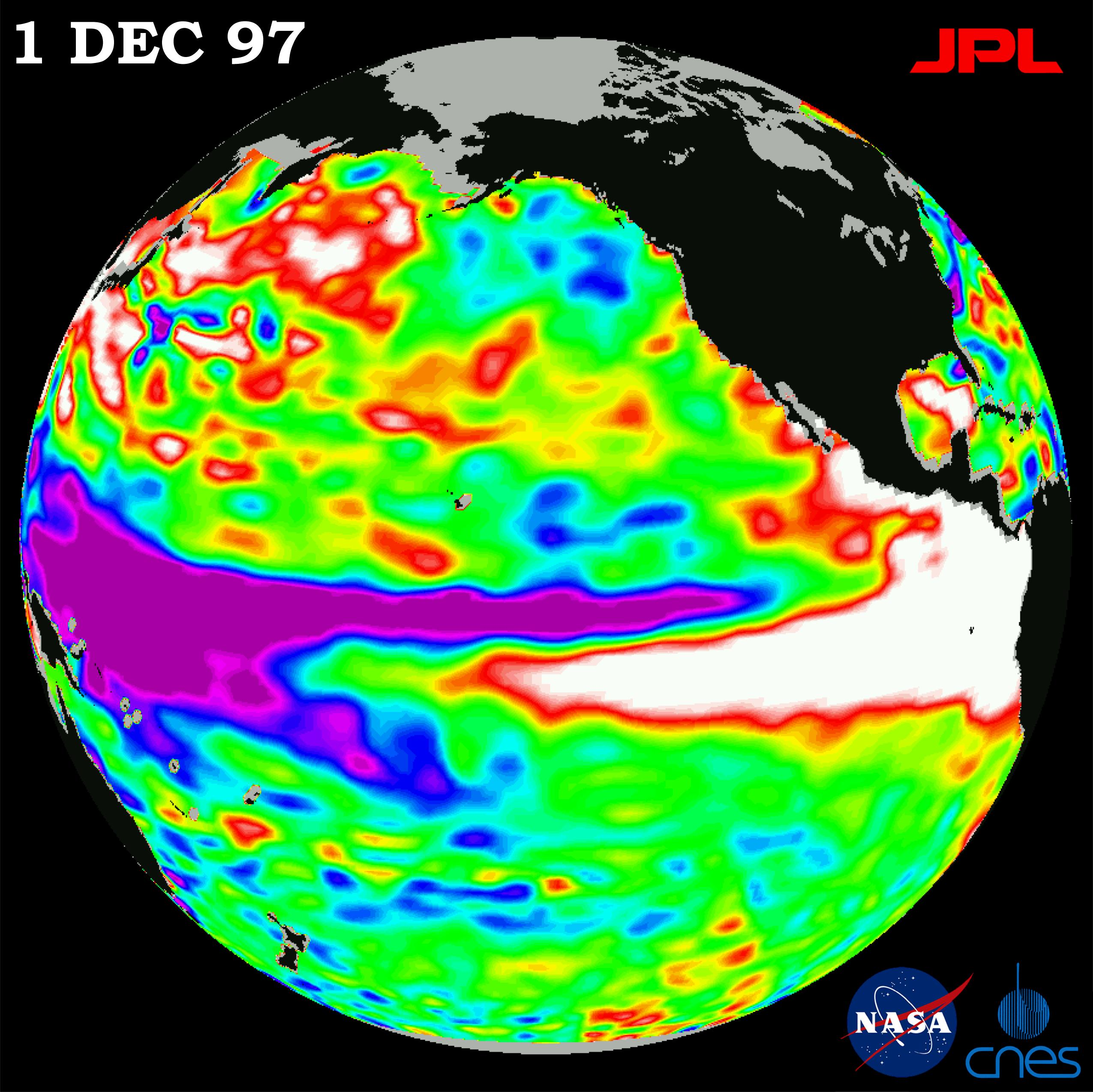
El Niño 1997 quan sát từ vệ tinh Poseidon

Khi hoàn lưu Walker suy yếu hoặc đảo lộn và hoàn lưu Hadley tăng cường thì kết quả là El Niño khiến nhiệt độ đại dương ấm hơn trung bình do nước lạnh ít hoặc không trồi lên bề mặt ở ngoài khơi Tây Bắc Nam Mỹ. El Niño liên hệ với một dải nhiệt độ nước đại dương ấm hơn trung bình phát triển định kỳ ngoài khơi duyên hải Thái Bình Dương Nam Mỹ. El niño là từ tiếng Tây Ban Nha có nghĩa "bé trai" còn thuật ngữ El Niño (viết hoa chữ N) đề cập đến đứa con của Chúa là Jesus bởi sự ấm lên ở Thái Bình Dương gần Nam Mỹ thường được để ý đến vào Giáng sinh. Đây là pha nóng của ENSO và đi đôi với nó là khí áp bề mặt cao ở Tây Thái Bình Dương.

### Pha lạnh
Hoàn lưu Walker đặc biệt mạnh gây ra La Niña dẫn đến nhiệt độ đại dương mát hơn ở miền nhiệt đới trung và đông Thái Bình Dương do nước trồi gia tăng. La Niña là một hiện tượng khí quyển-đại dương kết hợp, phiên bản đối lập của El Niño và thuộc kiểu khí hậu El Niño–Dao động phương Nam bao quát hơn. Cái tên La Niña bắt nguồn từ tiếng Tây Ban Nha có nghĩa "bé gái", khá liên hệ với El Niño. Trong giai đoạn La Niña nhiệt độ bề mặt biển trên khắp miền xích đạo đông trung tâm Thái Bình Dương thấp hơn bình thường 3–5 °C. Ở Hoa Kỳ, La Niña được xem diễn ra nếu trạng thái La Niña duy trì năm tháng trở lên. Tuy nhiên, mỗi quốc gia lại có định nghĩa khác nhau về những yếu tố làm nên một sự kiện La Niña để phù hợp với mối quan tâm riêng của họ. Ví dụ Cơ quan Khí tượng Nhật Bản nhận định một sự kiện La Niña diễn ra khi nhiệt độ bề mặt biển trung bình năm tháng ở vùng Niño 3 thấp hơn 0,5 °C (0,90 °F) trong 6 tháng liên tục hoặc lâu hơn.

### Các pha chuyển tiếp
Các pha chuyển tiếp tại điểm khởi đầu hoặc kết thúc của El Niño hay La Niña cũng có thể là yếu tố quan trọng đối với thời tiết toàn cầu bởi tác động kết nối xa. Các đợt đáng kể gọi là Trans-Niño được đo lường bằng chỉ số Trans-Niño (TNI). Ví dụ về ảnh hưởng đến khí hậu Bắc Mỹ ngắn hạn bao gồm giáng thủy ở Tây Bắc Hoa Kỳ và lốc xoáy hoạt động ác liệt ở Hoa Kỳ giáp bang.

## Dao động phương Nam
Dao động phương Nam là thành phần khí quyển của El Niño. Thành phần này là sự dao động trong khí áp bề mặt giữa miền nhiệt đới Đông và Tây Thái Bình Dương. Cường độ của dao động phương Nam được đo bằng Chỉ số Dao động phương Nam (SOI). SOI được tính toán từ sự chênh lệch khí áp bề mặt thất thường giữa Tahiti (ở Thái Bình Dương) và Darwin, Australia (ở Ấn Độ Dương).
- Các đợt El Niño có SOI âm, đồng nghĩa khí áp trên Tahiti thấp hơn và khí áp trên Darwin cao hơn.
- Các đợt La Niña có SOI dương, đồng nghĩa khí áp trên Tahiti cao hơn và khí áp trên Darwin thấp hơn.

Áp suất khí quyển thấp có chiều hướng xảy ra trên vùng nước ấm còn áp suất khí quyển cao thì trên vùng nước lạnh, một phần bởi đối lưu sâu phía trên vùng nước ấm. Các đợt El Niño được định nghĩa là sự ấm lên duy trì của Trung và Đông Thái Bình Dương nhiệt đới, do đó dẫn đến cường độ gió mậu dịch Thái Bình Dương giảm và mưa giảm ở miền đông và bắc Australia. Các đợt La Niña được định nghĩa là sự lạnh đi duy trì của Trung và Đông Thái Bình Dương nhiệt đới, do đó dẫn đến cường độ gió mậu dịch Thái Bình Dương tăng và những ảnh hưởng ở Australia trái ngược với El Niño.
Mặc dù Chỉ số Dao động phương Nam đã được ghi lại từ lâu quay về thập niên 1800 song độ tin cậy của nó không cao do cả Darwin lẫn Tahiti đều nằm quá xa xích đạo về phía nam khiến cho khí áp bề mặt tại cả hai địa điểm đều ít liên quan trực tiếp đến ENSO. Để khắc phục vấn đề này, một chỉ số mới được tạo ra gọi là Chỉ số Dao động phương Nam Xích đạo (EQSOI). Hai khu vực mới nằm chính giữa xích đạo được phân định để thu thập dữ liệu cho chỉ số mới: phía tây nằm trên Indonesia và phía đông nằm trên Thái Bình Dương, gần duyên hải Nam Mỹ.  Tuy nhiên dữ liệu về EQSOI chỉ có từ năm 1949.

## Dao động Madden–Julian
Dao động Madden–Julian (MJO) là yếu tố lớn nhất của biến động trong mùa (30 đến 90 ngày) ở khí quyển nhiệt đới, do Roland Madden và Paul Julian của Trung tâm Nghiên cứu Khí quyển Quốc gia (NCAR) phát hiện năm 1971. Đó là liên kết quy mô lớn giữa hoàn lưu khí quyển và đối lưu sâu nhiệt đới. Khác với El Niño–Dao động phương Nam là một mô hình tĩnh, dao động Madden–Julian là mô hình động lan truyền sang phía đông với tốc độ xấp xỉ 4 đến 8 m/s (14 đến 29 km/h, 9 đến 18 mph) qua khí quyển bên trên những phần đại dương ấm áp của Ấn Độ Dương và Thái Bình Dương. Kiểu hoàn lưu tổng thể này tự biểu hiện theo những cách khác nhau, rõ rệt nhất là lượng mưa bất thường. Sau pha đối lưu tăng cường ẩm và giáng thủy là pha khô nơi hoạt động dông tố bị kìm hãm. Mỗi chu kỳ kéo dài xấp xỉ 30–60 ngày, do đó MJO còn được gọi là dao động 30 đến 60 ngày, sóng 30 đến 60 ngày, hay dao động trong mùa.
Cường độ MJO biến động lớn theo năm, sau những giai đoạn dài hoạt động mạnh là những giai đoạn dao động biểu hiện yếu hoặc không xuất hiện. Sự biến đổi qua các năm này của MJO một phần liên kết với chu kỳ El Niño–Dao động phương Nam. Ở Thái Bình Dương, hoạt động MJO mạnh thường được quan sát tầm 6–12 tháng trước sự khởi đầu của El Niño song gần như biến mất trong đỉnh điểm của một số đợt El Niño, còn trong những đợt La Niña thì MJO thường hoạt động mạnh hơn. Các sự kiện mạnh trong dao động Madden–Julian qua một chuỗi các tháng ở Tây Thái Bình Dương có thể đẩy nhanh sự phát triển của El Niño hay La Niña nhưng thường không bản thân nó dẫn đến khởi đầu của một sự kiện ENSO nóng hay lạnh. Tuy nhiên, những quan sát gợi ý El Niño 1982–1983 phát triển nhanh trong tháng 7 năm 1982 là phản ứng trực tiếp với một sóng Kelvin được một sự kiện MJO kích hoạt vào cuối tháng 5. Thêm vào đó, thay đổi trong kết cấu của MJO với chu kỳ theo mùa và ENSO có thể tạo điều kiện cho những tác động đáng kể hơn của MJO đến ENSO. Ví dụ, gió tây bề mặt liên hệ với đối-lưu-MJO-hoạt-động mạnh hơn trong thời gian tiền El Niño và gió đông bề mặt liên hệ với pha-kìm-hãm-đối-lưu mạnh hơn trong thời gian tiền La Niña.

## Tác động
Các nước đang phát triển phụ thuộc vào nông nghiệp và ngư nghiệp, đặc biệt là những nước nằm kề Thái Bình Dương, bị ảnh hưởng nhiều nhất bởi ENSO. Các sự kiện El Niño nhìn chung làm tăng nhiệt độ bề mặt trung bình toàn cầu, trong khi La Niña có chiều hướng làm giảm. Ở Nam Mỹ, El Niño có ảnh hưởng mạnh và trực tiếp. El Niño liên hệ với những tháng thời tiết ấm và rất ẩm (tháng 4 đến tháng 10) dọc duyên hải miền bắc Peru và Ecuador, gây lũ lụt lớn mỗi khi sự kiện đạt cấp độ mạnh hoặc cực mạnh. Miền đông, nam Australia, Indonesia, Philippines, Malaysia và một số đảo Nam Thái Bình Dương tồn tại trạng thái khô và ấm trong El Niño. Trái ngược, mưa lớn và lũ lụt có xác suất cao hơn đi kèm với La Niña ở những địa điểm này.

### ENSO và ấm lên toàn cầu

Biểu đồ cột diễn tả quan hệ giữa cường độ các pha ENSO (thời gian một năm) và mức biến động nhiệt độ trung bình toàn cầu. Lưu ý mức nhiệt thay đổi không phải chỉ do ENSO gây ra.

Các sự kiện El Niño khiến nhiệt độ bề mặt trung bình toàn cầu tăng ngắn hạn (cỡ 1 năm) trong khi các sự kiện La Niña gây ra sự hạ nhiệt ngắn hạn. Bởi vậy, tần suất tương đối của El Niño so sánh với La Niña có thể tác động đến xu hướng nhiệt độ toàn cầu trên quy mô thời gian thập kỷ. Trong vài thập kỷ vừa qua số lượng sự kiện El Niño tăng còn số lượng sự kiện La Niña giảm, dù vậy cần phải quan sát ENSO một thời gian dài hơn nhiều để phát hiện những thay đổi rõ rệt.
Chiều hướng tương lai của ENSO là không rõ ràng khi các mô hình khác nhau đưa ra những dự đoán khác nhau. Hiện tượng những sự kiện El Niño mạnh hơn và thường xuyên hơn quan sát thấy có thể chỉ xảy ra trong giai đoạn đầu của ấm lên toàn cầu rồi sau đó El Niño sẽ trở nên yếu hơn. Cũng có thể các thế lực làm ổn định và mất ổn định tác động đến ENSO rốt cục sẽ bù trừ cho nhau. Con người cần nghiên cứu thêm để tìm ra đáp án thỏa đáng hơn cho câu hỏi này. ENSO được xem là một yếu tố tới hạn tiềm tàng trong khí hậu Trái Đất và dưới tình trạng ấm lên toàn cầu nó có thể tăng cường hoặc đan xen những sự kiện khí hậu cực đoan cục bộ thông qua kết nối xa củng cố. Ví dụ, sự gia tăng tần suất và mức độ của những sự kiện El Niño khiến nhiệt độ trên Ấn Độ Dương cao hơn bình thường bởi hoàn lưu Walker bị điều chỉnh, kết quả là Ấn Độ Dương ấm lên nhanh kéo theo gió mùa châu Á suy yếu.
Qua nhiều thập kỷ, tác động của ấm lên toàn cầu đến ENSO không được biết chắc chắn. Tuy nhiên, một nghiên cứu gần đây hơn chỉ ra ấm lên toàn cầu sẽ làm gia tăng mức độ và tần suất của những sự kiện El Niño Đông Thái Bình Dương. Mô hình khí hậu dự báo những sự kiện El Niño và La Niña cực điểm sẽ xảy ra thường xuyên hơn nếu con người tiếp tục phát thải khí nhà kính không kiểm soát. El Niño có thể chiếm ưu và sẽ có nhiều hơn kiểu El Niño Trung Thái Bình Dương thay vì Đông Thái Bình Dương trong tương lai khí hậu ấm lên. Cũng bởi bối cảnh này, tác động của El Niño/La Niña gia tăng tương ứng là xác suất và mức độ của nhiệt độ cực đoan khu vực.

### ENSO và xoáy thuận nhiệt đới
ENSO có tầm ảnh hưởng rất lớn đến hoạt động của xoáy thuận nhiệt đới trên toàn cầu bởi năng lực điều chỉnh khí quyển và đại dương. Các yếu tố khí quyển và đại dương quy mô lớn chi phối những thuộc tính của xoáy thuận nhiệt đới, vậy nên hoạt động của xoáy thuận nhiệt đới có thể bị thay đổi căn bản bởi ENSO.

#### Tây Bắc Thái Bình Dương

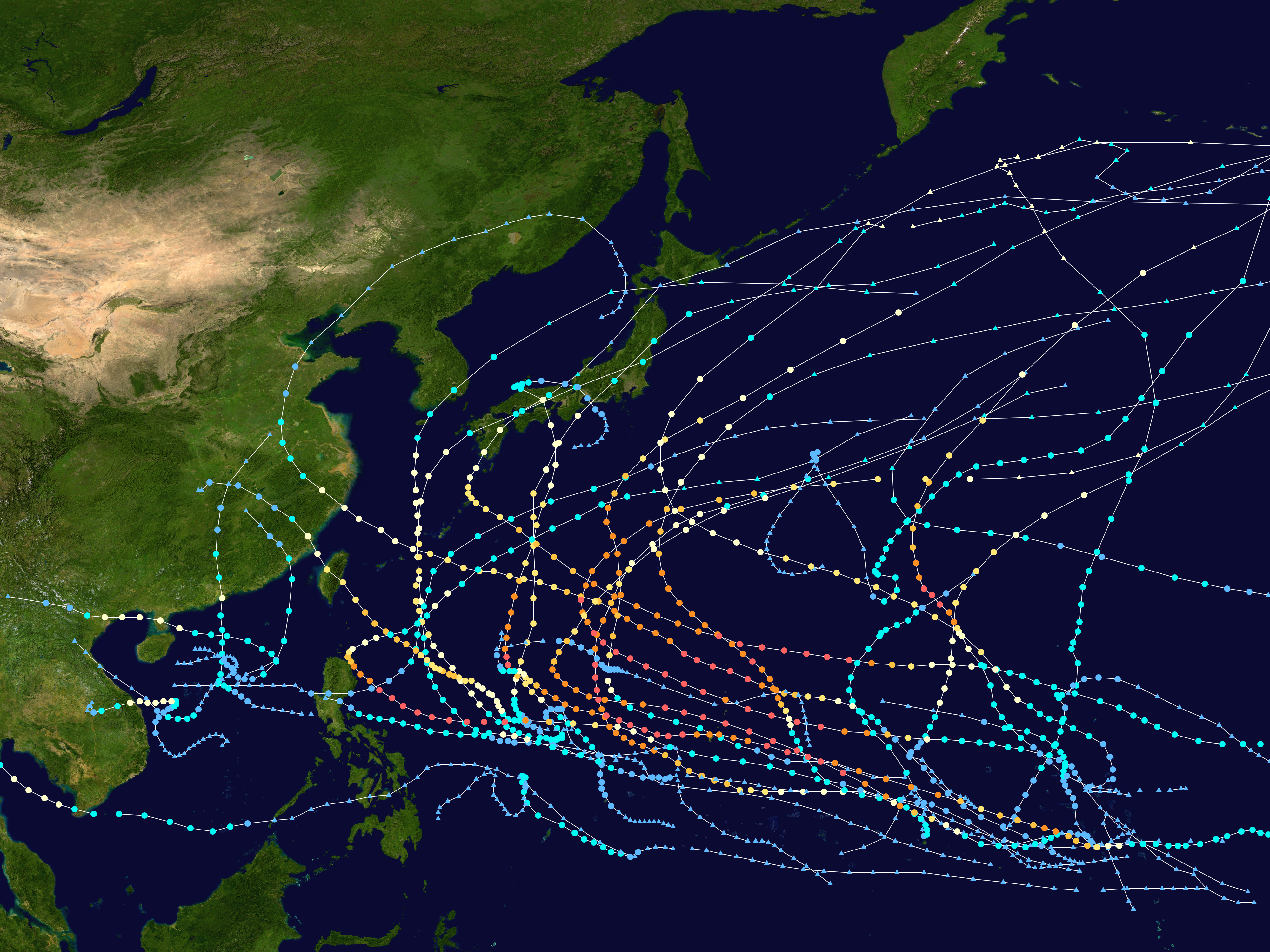
Các tác động điển hình của El Niño đến hoạt động của xoáy thuận nhiệt đới ở Tây Bắc Thái Bình Dương có thể thấy rõ ở mùa bão Tây Bắc Thái Bình Dương 1997

Vào những năm El Niño, xoáy thuận nhiệt đới (bão) ở Tây Bắc (hay Tây) Thái Bình Dương hình thành gần xích đạo và xa về phía đông hơn. Khu vực hoạt động tăng cường là phía nam 20°B và phía đông 130°Đ, với hướng đi thiên về tây và thời gian tồn tại lâu. Đặc biệt, cường độ bão mạnh hơn, có nhiều hơn các cơn bão mạnh cấp 3–5 và ít hơn các cơn không qua được cấp bão nhiệt đới. Ở giai đoạn sau, bão có xu hướng vòng lên phía bắc, tác động Đài Loan, Nhật Bản, Hàn Quốc.
Trong những năm La Niña, rãnh gió mùa lùi về phía tây và sống cận nhiệt đới tăng cường, khiến khu vực xoáy thuận nhiệt đới hình thành chính dịch về tây, gần Philippines và Biển Đông. Bởi vậy, đa số bão di chuyển theo hướng tây và có nguy cơ đổ bộ Trung Quốc, Philippines, Việt Nam cao hơn những năm ENSO trung tính, nhất là những tháng cuối mùa bão. Cũng vì hình thành gần đất liền nên bão sớm đổ bộ, ít có thời gian mạnh lên trên biển dẫn đến nhiều hơn các cơn bão yếu, tồn tại ngắn.
Số lượng xoáy thuận nhiệt đới trong năm La Niña giảm 3 đến 4 so với trung bình, nhưng với El Niño thì ngang trung bình. Tổng quan, El Niño chuyển dịch khu vực hoạt động của bão ra xa ngoài đại dương, tạo điều kiện thuận lợi cho bão phát triển về cường độ, trong khi La Niña làm giảm cả cường độ lẫn số lượng song gia tăng tác động đến những khu vực nhất định (Trung Quốc, Philippines, Việt Nam). Vì ảnh hưởng rõ rệt đến hoạt động của xoáy thuận nhiệt đới ở Tây Thái Bình Dương, ENSO được xem là công cụ hữu hiệu cho các nhà dự báo xoáy thuận nhiệt đới theo mùa.

#### Trung và Đông Bắc Thái Bình Dương
Whitney và Hobgood (1997) không tìm thấy tác động của ENSO đến tần suất xoáy thuận nhiệt đới ở Đông Bắc (hay Đông) Thái Bình Dương, hay không có sự khác biệt về số cơn bão giữa các pha ENSO. Mặc dù vậy, đường đi và thời gian tồn tại của bão có thay đổi. El Niño khiến bão đi xa về phía tây hơn trong khi La Niña khiến bão hoạt động hạn chế ở phía đông. Trong năm El Niño bão dễ hình thành gần duyên hải Mexico và tồn tại lâu hơn so với năm La Niña. Số bão mạnh (sức gió trên 50 m/s) trong năm El Niño gần gấp đôi năm La Niña, một phần nhờ độ đứt gió trong khí quyển giảm. Một nghiên cứu mới hơn phát hiện rằng chỉ phần phía tây của khu vực [bão] phát triển chính (10°–20°B, 112°–140°T) là bị ảnh hưởng đáng kể bởi ENSO.
Ở Trung Bắc (hay Trung) Thái Bình Dương, hoạt động của xoáy thuận nhiệt đới trong năm trung tính và La Niña ít có sự khác biệt. Tuy nhiên El Niño lại khiến số lượng bão hình thành ở đây tăng khoảng gấp đôi nhờ tạo ra những yếu tố thuận lợi như nhiệt độ bề mặt biển ấm hơn, khí áp bề mặt thấp hơn, độ ẩm mực trung tăng, và dòng thăng mực trung dị thường. Thời gian El Niño, khu vực này cũng chứng kiến nhiều hơn các cơn bão từ Đông Thái Bình Dương đi vào, càng làm tăng tính chất hoạt động. Bão di chuyển thất thường hơn trong năm El Niño, còn với hai pha kia thì có xu hướng là tây bắc và tây.

#### Nam Thái Bình Dương

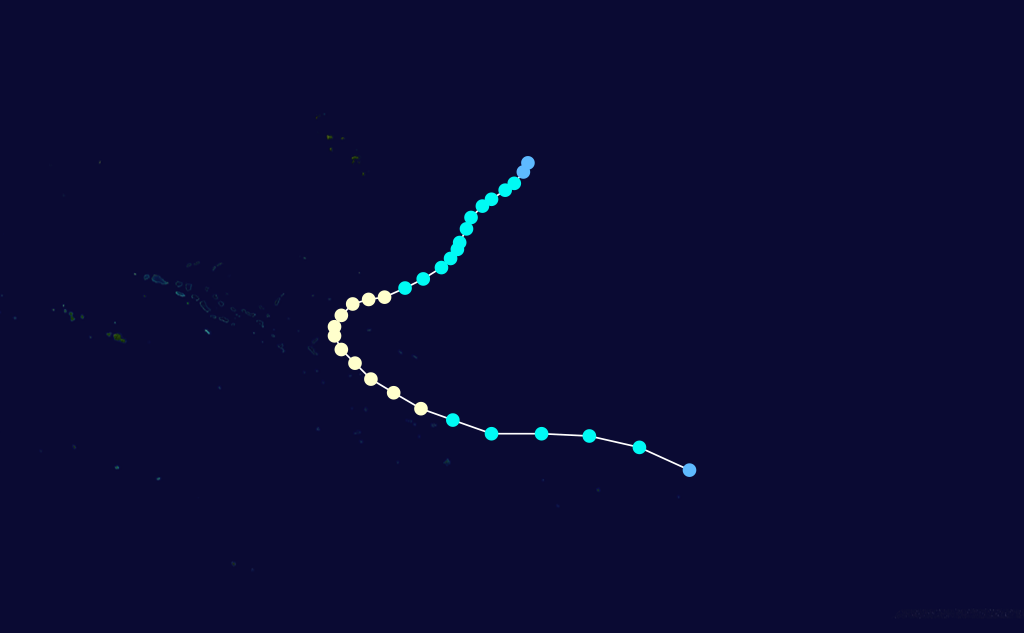
William (tháng 4 năm 1983) là một trong những cơn bão Nam Thái Bình Dương hình thành ở địa điểm xa về phía đông nhất bởi sự kiện El Niño bất thường 1982–83

Ở Nam Thái Bình Dương, xoáy thuận nhiệt đới có xu hướng hình thành dịch đông hay đông bắc trong những năm El Niño (phía đông 170°Đ), còn với La Niña thì ở giữa 140°Đ và 170°Đ. Ví dụ, sự kiện El Niño cực điểm 1982–83 đã tạo ra số lượng xoáy thuận nhiệt đới dữ dội chưa từng thấy ở khu vực Polynesia thuộc Pháp, nơi hiếm khi bị ảnh hưởng. Cùng pha ENSO, tần suất xoáy thuận nhiệt đới gia tăng gần đường đổi ngày và giảm ở phía đông bắc Australia. Vào những năm La Niña, xoáy thuận nhiệt đới ít hình thành ở vùng Fiji, Samoa, Tonga cũng như phía đông 170°Đ mà tập trung ở phần đông nam, giữa New Caledonia và Australia, khá ngược với El Niño. Minh họa tiêu biểu là vào mùa bão La Niña 1998–99, chỉ có ba cơn bão ở phía đông đường đổi ngày trong khi con số này là 11 với mùa bão El Niño 1997–98.
Số lượng xoáy thuận nhiệt đới ở phía đông 170°Đ phụ thuộc vào điều kiện khí quyển bị điều chỉnh bởi ENSO, khác với phía tây 170°Đ nơi yếu tố chi phối là điều kiện đại dương (nhiệt độ bề mặt biển). Cụ thể như trong El Niño, nguồn sinh xoáy thuận nhiệt đới là rãnh gió mùa vươn xa về phía đông. Thời kỳ La Niña, xoáy thuận nhiệt đới di chuyển chậm và hướng nam hơn, còn El Niño thì di chuyển nhanh và hướng vĩ tuyến (đông hoặc tây) hơn. Ở khoảng 15°N đến xích đạo, cường độ xoáy thuận nhiệt đới cao và duy trì hơn trong El Niño song sụt giảm nhanh chóng khi chúng đi xuống phía nam 15°N. Trái ngược, xoáy thuận nhiệt đới ở phía nam 15°N giữ được cường độ lâu hơn trong La Niña.

#### Bắc Đại Tây Dương
ENSO thay đổi hoạt động của xoáy thuận nhiệt đới ở Bắc Đại Tây Dương bằng việc chuyển dời vị trí của đối lưu quy mô lớn. El Niño chuyển hướng gió ở thượng tầng đối lưu trên Caribe và Đại Tây Dương nhiệt đới sang thiên về tây trong khi ít ảnh hưởng đến gió đông hạ tầng đối lưu, dẫn đến độ đứt gió chiều dọc tăng. Vì đứt gió cao không có lợi cho xoáy thuận nhiệt đới nên mức độ hoạt động giảm rõ rệt trong những năm El Niño mạnh, ví dụ như 1982 hay 1997. Trái ngược, môi trường cho xoáy thuận nhiệt đới hình thành và phát triển thuận lợi hơn trong những năm La Niña. Xác suất có bốn cơn đại cuồng phong trở lên trong năm La Niña là 39% so với El Niño chỉ 7%.
ENSO có tác động lớn nhất đến khí hậu Caribe và nhỏ hơn với phần Đại Tây Dương nhiệt đới còn lại. Trong pha ENSO lạnh, bão dễ xuất hiện ở biển Caribe vào cuối mùa. Mùa bão càng về sau thì vị trí bão hình thành càng dịch gần xích đạo. Số lượng xoáy thuận nhiệt đới ở Caribe vào thời kỳ La Niña nhiều hơn nhiều so với El Niño. Xác suất bão đổ bộ Hoa Kỳ cao hơn trong năm La Niña, trong đó North Carolina đối diện nguy cơ gia tăng đáng kể nhất.